# State of Origin 2022
Navigation
Édition précédente Édition suivante
Le State of Origin 2022 est la quarante-et-unième édition du State of Origin, qui se déroule du 8 juin 2022 au 13 juillet 2022 avec trois matchs à l'Accor Stadium (Sydney), l'Optus Stadium (Perth) et le Suncorp Stadium (Brisbane).

## Déroulement de l'épreuve

### Première rencontre
(mt : 4 - 6)
Points marqués : 
- Nouvelle-Galles du Sud : 2 essais de Wighton (14e) et Murray (71e) ; 1 transformation de Cleary (71e).
- Queensland : 3 essais de Gagai (34e), Cherry-Evans (48e) et Holmes (53e) ; 2 transformations d'Holmes (36e et 49e).

Évolution du score :
Homme du match :  Cameron Munster
Arbitre : Ashley Klein
Spectateurs : 80 512
Composition des équipes :
- Nouvelle-Galles du Sud : James Tedesco (c) - Brian To'o, Kotoni Staggs, Jack Wighton, Daniel Tupou - Jarome Luai, Nathan Cleary - Payne Haas, Damien Cook, Reagan Campbell-Gillard, Tariq Sims, Liam Martin, Isaah Yeo - Junior Paulo, Cameron Murray, Stephen Crichton, Ryan Matterson - Sélectionneur : Brad Fittler
- Queensland : Kalyn Ponga - Selwyn Cobbo, Valentine Holmes, Dane Gagai, Xavier Coates - Cameron Munster, Daly Cherry-Evans (c) - Tino Fa'asuamaleaui, Ben Hunt, Josh Papalii, Kurt Capewell, Felise Kaufusi, Reuben Cotter - Harry Grant, Lindsay Collins, Patrick Carrigan, Jeremiah Nanai - Sélectionneur : Billy Slater

### Deuxième rencontre
(mt : 14 - 12)
Points marqués : 
- Queensland :
- Nouvelle-Galles du Sud : 7 essais de Cleary (63e et 66e), Burton (26e), To'o (39e), Tupou (49e), Luai (58e) et Crichton (73e) ; 7 transformations de Cleary (28e, 40e, 51e, 59e, 65e, 67e et 73e) ; 1 pénalité de Cleary (11e).
- Queensland : 2 essais de Kaufusi (22e) et Munster (38e) ; 2 transformations d'Holmes (24e et 32e).

Évolution du score :
Homme du match :  Nathan Cleary
Arbitre : Ashley Klein
Spectateurs : 59 358
Composition des équipes :
- Nouvelle-Galles du Sud : James Tedesco (c) - Brian To'o, Matt Burton, Stephen Crichton, Daniel Tupou - Jarome Luai, Nathan Cleary - Payne Haas, Apisai Koroisau, Jake Trbojevic, Cameron Murray, Liam Martin, Isaah Yeo - Damien Cook, Angus Crichton, Junior Paulo, Siosifa Talakai - Sélectionneur : Brad Fittler
- Queensland : Kalyn Ponga - Selwyn Cobbo, Valentine Holmes, Dane Gagai, Murray Taulagi - Cameron Munster, Daly Cherry-Evans (c) - Lindsay Collins, Ben Hunt, Josh Papalii, Kurt Capewell, Felise Kaufusi, Tino Fa'asuamaleaui - Harry Grant, Jai Arrow, Patrick Carrigan, Jeremiah Nanai - Sélectionneur : Billy Slater

### Troisième rencontre
(mt : 10 - 12)
Points marqués :
- Queensland : 4 essais d'Holmes (12e), Capewell (39e), Ponga (60e) et Hunt (78e) ; 3 transformations d'Holmes (14e, 62e et 78e) ; 1 carton jaune de Gagai (41e).
- Nouvelle-Galles du Sud : 2 essais de Luai (18e) et Saifiti (31e) ; 2 transformations de Cleary (19e et 32e) ; 1 carton jaune de Burton (41e).

Évolution du score : 
Arbitre : Ashley Klein
Homme du match :  Kalyn Ponga
Spectateurs : 52 385
Composition des équipes :
- Queensland : Kalyn Ponga - Selwyn Cobbo, Valentine Holmes, Dane Gagai, Xavier Oates - Tom Dearden, Daly Cherry-Evans (c) - Lindsay Collins, Ben Hunt, Josh Papalii, Kurt Capewell, Jeremiah Nanai, Patrick Carrigan - Tino Fa'asuamaleaui, Harry Grant, Jai Arrow, Tom Gilbert - Sélectionneur : Billy Slater
- Nouvelle-Galles du Sud : James Tedesco (c) - Brian To'o, Matt Burton, Stephen Crichton, Daniel Tupou - Jarome Luai, Nathan Cleary - Jake Trbojevic, Apisai Koroisau, Junior Paulo, Cameron Murray, Liam Martin, Isaah Yeo - Jacob Saifiti, Damien Cook, Angus Crichton, Siosifa Talakai - Sélectionneur : Brad Fittler

## Médias
Les droits télévisuels appartiennent à Channel Nine en Australie, Sky Sports en Nouvelle-Zélande, BeIN Sport en France, Premier Sport au Royaume-Uni, Fox Soccer aux États-Unis, Sportsnet World au Canada.
La presse australienne, notamment le mensuel Rugby League Review, suit particulièrement l’évènement; suivie en cela par la presse britannique, en particulier par l'hebdomadaire Rugby Leaguer  & League Express.
Si l'évènement semble encore peu couvert par la presse généraliste française et la presse française sportive, il commence à donner lieu à une certaine couverture de Midi Olympique.